# Аккуавива
Аккуавива (итал. Acquaviva) — один из девяти городов-коммун республики Сан-Марино.
Население на 2014 составляет 2137 человек. Территория коммуны — 4,86 км². Граничит с городами-коммунами Борго-Маджоре и Сан-Марино и итальянскими муниципалитетами Сан-Лео и Веруччо.
Названа так по расположению в коммуне основных водных ресурсов республики. Делится на 2 прихода (Gualdicciolo и La Serra).
На местных выборах 2020 года все 100% голосов и 6 мест получил блок Нои Аквавива.